# بالاجي ساداسيفان
بالاجي ساداسيفان (11 يوليو 1955 – 27 سبتمبر 2010) كان سياسي سنغافوري وجراح اعصاب من اصل هندي. حضر مؤسسة رافلز ومدرسة سيغلاب الثانوية والكلية الوطنية للصغار، ودرس الطب في جامعة سنغافورة الوطنية. بعد التخرج في 1979, اكمل تعليمه في الكلية الملكية للاطباء و الجراحين في غلاسكو، أصبح عضو للكلية الملكية للجراحين في 1984. أيضا درب في مستشفى هينري فورد في ديترويت، ميشيغان، من 1985 إلى 1989, وأصبح عضو في جامعة هارفرد في 1990. عمل كجراخ اعصاب حتى 2001, نشر اكتر من 50 فصل من الكتب والمقالاي الصحفية.
في 2001 انتخب بالاجي في برلمان سنغافورة لقطاع تشنغ سان سيليتار في دائرة تمثيل مجموعة انج مو كيو. من ذلك الحين حتى وفاته شغل منصب وزير الدولة في وزارة البيئة (2001-2003), وزارة الصحة ووزارة النقل (2001-2004)؛ وفي وقت لاحق وزير الدولة في وزارة الصحة (2004-2006), وزارة الخارجية (2006-2010) ووزارة الإعلام والاتصالات والفنون (2004-2008). في عام 2007، تم تعيينه رئيسًا للمجلس التنفيذي لمنظمة الصحة العالمية. في مارس 2008، قام رئيس الوزراء لي هسين لونج بتعديل حكومته، ومنذ ذلك الحين احتفظ بالاجي بملف وزارة الخارجية فقط حتى وفاته في عام 2010.
وعمل بالاجي أيضًا رئيسًا لجمعية التنمية الهندية السنغافورية وصندوق سنغافورة للتعليم الهندي، ورئيسًا للجنة التوجيهية لمركز التراث الهندي وعضوًا في اللجنة التوجيهية الوطنية لتنفيذ معرض الفنون، ورئيسًا للجنة السياسة الوطنية لمكافحة فيروس نقص المناعة البشرية / الإيدز، عضوًا اللجنة التوجيهية الوطنية للتناغم العرقي والديني، ومستشار مجلس اللغة التاميلية والجمعية الشعبية المجلس التنسيقي للجنة التنفيذية للنشاط الهندي، وعضو مجلس المستشارين لاتحاد موظفي الصناعة والخدمات في سنغافورة، والمستشار الفخري لمجلس صناعات الأثاث في سنغافورة. بالإضافة إلى ذلك، كان عضوًا فخريًا في جمعية سنغافورة الطبية.

## السنوات الأولى والتعليم
ولد بالاجي ساداسيفان في 11 يوليو 1955 في سنغافورة، نجل المهاجرين الهنود. طالب في معهد رافلز، مدرسة سيغلاب الثانوية (1969-1971) وكلية ناشيونال جونيور (1972-1973)، ثم درس الطب في جامعة سنغافورة. في سنته الثانية، فاز بمسابقة مقالة نظمتها منظمة الصحة العالمية وحصل على فرصة لحضور ورشة عمل للرعاية الصحية في ميناماتا، اليابان، حيث تعلم عن الآثار المدمرة لداء ميناماتا، وهو متلازمة عصبية سببها شديد تسمم بالزئبق. هذا قاده إلى التخصص في جراحة الأعصاب في وقت لاحق، والتي لم تكن تخصصًا شائعًا في ذلك الوقت. في عام 1979، تخرج ساداسيفان بدرجة بكالوريوس الطب والجراحة، وبعد ذلك بعامين شرع في إجراء المزيد من الدراسات في الكلية الملكية للأطباء والجراحين في غلاسكو، ليصبح زميلًا للكلية الملكية للجراحين في عام 1984. تدرب في مستشفى هنري فورد في ديترويت، ميشيغان، بين عامي 1985 و 1990، وحصل على دبلوم من المجلس الأمريكي لجراحة الأعصاب وأصبح زميلًا في جامعة هارفارد في عام 1990. كما عمل في مستشفى بريغهام ومستشفى النساء، وهي مؤسسة تعليمية تابعة لهارفارد، وفي مستشفى بوسطن للأطفال في بوسطن، ماساتشوستس. في عام 1997 حصل على ليسانس الحقوق (مع مرتبة الشرف) من جامعة لندن.

## = مراجع
1. 1 2  Dr Balaji Sadasivan: Curriculum Vitae، برلمان سنغافورة، 14 أبريل 2008، مؤرشف من الأصل في 2008-05-08، اطلع عليه بتاريخ 2010-09-28.
2. ↑  Li Xueying (28 سبتمبر 2010)، "Winning people over with his big heart: Dr Balaji's thoughts were of his constituents until the very end"، ستريتس تايمز، ص. A8.
3. ↑  Biographical summaries: Dr BALAJI Sadasivan، وزارة الخارجية، فبراير 2009، مؤرشف من الأصل في 28 سبتمبر 2010، اطلع عليه بتاريخ 28 September 2010.
4. ↑  Ho Yeen Nie (28 سبتمبر 2010)، "He was one of the 'Super Seven'"، Today، ص. 3، مؤرشف من الأصل في 29 سبتمبر 2010، اطلع عليه بتاريخ 23 سبتمبر 2020.
5. ↑  K. Saktu (مايو 2010)، "Citation for Dr Balaji Sadasivan" (PDF)، SMA News، ج. 42 رقم  5، ص. 7–8، مؤرشف (PDF) من الأصل في 24 July 2011.